# VM i landevejscykling 2014
VM i landevejscykling 2014 fandt sted i Ponferrada, Spanien, fra 21 til 28. september 2014.

## Resultater
| Konkurrence               | Guld | Guld          | Sølv | Sølv        | Bronze | Bronze      |
| ------------------------- | --- | ------------- | --- | ----------- | --- | ----------- |
| Herrernes løb             | |               | |             | |             |
| Linjeløb                  | Michał Kwiatkowski (POL) | 6h 29' 07"    | Simon Gerrans (AUS) | + 1"        | Alejandro Valverde (ESP) | + 1"        |
| Enkeltstart               | Bradley Wiggins (GBR) | 56' 25.52"    | Tony Martin (DEU) | + 26.23"    | Tom Dumoulin (NED) | + 40.64"    |
| Holdtidskørsel            | BMC Racing Team | 1h 03' 29.85" | Orica-GreenEDGE | + 31.84"    | Omega Pharma-Quick Step | + 35.22"    |
| Holdtidskørsel            | Rohan Dennis (AUS) Silvan Dillier (SUI) Daniel Oss (ITA) Manuel Quinziato (ITA) Tejay van Garderen (USA) Peter Velits (SVK) | 1h 03' 29.85" | Luke Durbridge (AUS) Michael Hepburn (AUS) Damien Howson (AUS) Brett Lancaster (AUS) Jens Mouris (NED) Svein Tuft (CAN)                | + 31.84"    | Tom Boonen (BEL) Michał Kwiatkowski (POL) Tony Martin (DEU) Pieter Serry (BEL) Niki Terpstra (NED) Julien Vermote (BEL)             | + 35.22"    |
| Damernes løb              | |               | |             | |             |
| Linjeløb                  | Pauline Ferrand-Prévot (FRA)                                                                                                | 3h 29' 21"    | Lisa Brennauer (DEU) | s.t.        | Emma Johansson (SWE) | s.t.        |
| Enkeltstart               | Lisa Brennauer (DEU) | 38' 48.16"    | Hanna Solovey (UKR) | + 18.68"    | Evelyn Stevens (USA) | + 21.25"    |
| Holdtidskørsel            | Specialized–lululemon | 43' 33.35"    | Orica-AIS | + 1' 17.56" | Astana BePink | + 2' 19.64" |
| Holdtidskørsel            | Chantal Blaak (NED) Lisa Brennauer (DEU) Karol-Ann Canuel (CAN) Carmen Small (USA) Evelyn Stevens (USA) Trixi Worrack (DEU) | 43' 33.35"    | Annette Edmondson (AUS) Melissa Hoskins (AUS) Emma Johansson (SWE) Jessie MacLean (AUS) Valentina Scandolara (ITA) Amanda Spratt (AUS) | + 1' 17.56" | Alena Amialiusik (BLR) Simona Frapporti (ITA) Doris Schweizer (SUI) Alison Tetrick (USA) Silvia Valsecchi (ITA) Susanna Zorzi (ITA) | + 2' 19.64" |
| Herrernes U-23 løb        | |               | |             | |             |
| U-23 linjeløb, herrer     | Sven Erik Bystrøm (NOR) | 4h 32' 39"    | Caleb Ewan (AUS) | + 7"        | Kristoffer Skjerping (NOR) | + 7"        |
| Enkeltstart, U-23 herrer  | Campbell Flakemore (AUS) | 43' 49.94"    | Ryan Mullen (IRL) | + 0.48"     | Stefan Küng (SUI) | + 9.22"     |
| Juniorløb herrer          | |               | |             | |             |
| Junior herrer linjeløb    | Jonas Bokeloh (DEU) | 3t 07' 00"    | Alexandr Kulikovskiy (RUS) | s.t.        | Peter Lenderink (NED) | s.t.        |
| Junior herrer enkeltstart | Lennard Kämna (DEU) | 36' 13.49"    | Adrien Costa (USA) | + 44.66"    | Michael Storer (AUS) | + 58.11"    |
| Juniorløb damer           | |               | |             | |             |
| Junior damer linjeløb     | Amalie Dideriksen (DEN) | 2t 02' 59"    | Sofia Bertizzolo (ITA) | s.t.        | Agnieszka Skalniak (POL) | s.t.        |
| Junior damer enkeltstart  | Macey Stewart (AUS) | 20' 08.39"    | Pernille Mathiesen (DEN) | + 10.79"    | Anna-Leeza Hull (AUS) | + 13.31"    |

## Medaljeoversigt
| Sted  | Nation         | 1  | 2  | 3  | Total |
| ----- | -------------- | -- | -- | -- | ----- |
| 1     | Tyskland       | 3  | 2  | 0  | 5     |
| 2     | Australien     | 2  | 4  | 2  | 8     |
| 3     | USA            | 2  | 1  | 1  | 4     |
| 4     | Danmark        | 1  | 1  | 0  | 2     |
| 5     | Norge          | 1  | 0  | 1  | 2     |
| 5     | Polen          | 1  | 0  | 1  | 2     |
| 7     | Frankrig       | 1  | 0  | 0  | 1     |
| 7     | Slovakiet      | 1  | 0  | 0  | 1     |
| 7     | Storbritannien | 1  | 0  | 0  | 1     |
| 9     | Italien        | 0  | 1  | 1  | 2     |
| 10    | Irland         | 0  | 1  | 0  | 1     |
| 10    | Rusland        | 0  | 1  | 0  | 1     |
| 10    | Ukraine        | 0  | 1  | 0  | 1     |
| 13    | Holland        | 0  | 0  | 2  | 2     |
| 14    | Spanien        | 0  | 0  | 1  | 1     |
| 14    | Sverige        | 0  | 0  | 1  | 1     |
| 14    | Schweiz        | 0  | 0  | 1  | 1     |
| Total | Total          | 12 | 12 | 12 | 36    |